# Ga Viêng Chăn
Ga Viêng Chăn (tiếng Lào: ສະຖານີ ນະຄອນຫລວງວຽງຈັນ, tiếng Trung: 万象站) là nhà ga ở thủ đô Viêng Chăn, Lào. Đây là nhà ga thứ hai nằm trên tuyến đường sắt Viêng Chăn – Boten. Nhà ga lớn nhất và quan trọng nhất trên tuyến, nhà ga được khai trương cùng với phần còn lại của tuyến này vào ngày 3 tháng 12 năm 2021.

## Thiết kế
Nằm cách trung tâm Viêng Chăn 14 km về phía bắc, nhà ga nằm trên khu đất rộng 14,543 mét vuông (156,54 foot vuông) có ba sân ga và năm đường ray cũng như sảnh nhà ga có thể chứa 2.500 hành khách.
Chủ đề của nhà ga là Thành phố Gỗ đàn hương, phản ánh ý nghĩa ban đầu của "Viêng Chăn". Tòa nhà này dựa trên kiến trúc truyền thống của Trung Quốc kết hợp với các đặc điểm môi trường của Lào. Mặt tiền có tám mái hiên hình nhánh cây, nhằm gợi lên một khu rừng mưa nhiệt đới.

## Dịch vụ
Kể từ tháng 10 năm 2022, nhà ga có ba chuyến mỗi ngày: hai chuyến qua Luang Prabang đến Boten ở biên giới Trung Quốc và một chuyến chỉ đến Luang Prabang. Do đại dịch COVID-19 ở Trung Quốc đại lục, chưa có dịch vụ chở khách xuyên biên giới nào cả.

## Mở rộng trong tương lai
Tất cả đường ray tại nhà ga đều là khổ tiêu chuẩn, vì vậy nhà ga không phục vụ tuyến đường sắt khổ hẹp hiện có từ Thái Lan đến Lào, tuyến này kết thúc tại ga Thanaleng khoảng 15 km về phía nam. Đường sắt cao tốc Bangkok – Nong Khai khổ tiêu chuẩn, dự kiến hoàn thành vào năm 2028, cuối cùng có thể kéo dài đến ga Viêng Chăn, hoàn thành tuyến đường sắt Côn Minh – Singapore.
Năm 2022, tờ Thời báo Viêng Chăn thông báo rằng Lào dự định xây dựng một tuyến đường sắt khổ tiêu chuẩn mới từ Viêng Chăn đến cảng Vũng Áng ở miền Trung Việt Nam.